# Chicago Med (6.ª temporada)
A sexta temporada da série de televisão dramática estadounidense Chicago Med foi encomendada em 27 de fevereiro de 2020 pela NBC, estreou em 11 de novembro de 2020 e foi finalizada em 26 de maio de 2021, contando com 16 episódios. A temporada foi produzida pela Universal Television em associação com a Wolf Entertainment, com Dick Wolf como produtor executivo e Michael Brandt, Derek Hass, Peter Jankowski, Andrew Schneider e Diane Frolov como produtores. A temporada foi ao ar na temporada de transmissão de 2020-21 às noites de quarta-feira às 20h00, horário do leste dos EUA.
Esta é a primeira temporada a não contar com Colin Donnell como Dr. Connor Rhodes e Norma Kuhling como Dra. Ava Bekker desde a introdução de seus personagens, que ocorreu na primeira e na terceira temporada, respectivamente. É também a última temporada a contar com Yaya DaCosta no elenco principal da série.
A sexta temporada estrela Nick Gehlfuss como Dr. Will Halstead, Yaya DaCosta como April Sexton, Torrey DeVitto como Dra. Natalie Manning, Brian Tee como Dr. Ethan Choi, Dominic Rains como Dr. Crockett Marcel, Marlyne Barrett como Maggie Lockwood, S. Epatha Merkerson como Sharon Goodwin e Oliver Platt como Dr. Daniel Charles.
A temporada terminou com uma média de 9.74 milhões de espectadores e ficou classificada em 9.º lugar na audiência total e classificada em 14.º no grupo demográfico de 18 a 49 anos.

## Elenco e personagens

### Principal
- Nick Gehlfuss como Dr. Will Halstead
- Yaya DaCosta como April Sexton
- Torrey DeVitto como Dra. Natalie Manning
- Brian Tee como Dr. Ethan Choi
- Dominic Rains como Dr. Crockett Marcel
- Marlyne Barrett como Maggie Lockwood
- S. Epatha Merkerson como Sharon Goodwin
- Oliver Platt como Dr. Daniel Charles

### Recorrente
- Tehmina Sunny como Dra. Sabeena Virani[5]
- Nate Santana como Dr. James Lanik
- Steven Weber como Dr. Dean Archer
- Margaret Colin como Carol Conte[6]
- Roland Buck III como Dr. Noah Sexton
- Brennan Brown como Dr. Samuel Abrams
- Charlie Farrell como Mark Barragan[6]
- Benny Mora como Mike[6]

### Crossover
- LaRoyce Hawkins como Oficial Kevin Atwater (De Chicago P.D.)
- Joe Minoso como Joe Cruz (De Chicago Fire)
- Kara Killmer como Paramédica Sylvie Brett (De Chicago Fire)

## Episódios
| N.º na série | N.º na temp. | Título                                     | Dirigido por       | Escrito por                                                                                         | Exibição original       | Audiência (milhões) |
| --- | ------------ | ------------------------------------------ | ------------------ | --------------------------------------------------------------------------------------------------- | ----------------------- | ------------------- |
| 104 | 1            | "When Did We Begin to Change?"             | Michael Pressman   | Diane Frolov & Andrew Schneider                                                                     | 11 de novembro de 2020  | 7.83                |
| À medida que o vírus COVID-19 continua a se espalhar pelo mundo, os socorristas começam a se ajustar a um novo normal no Gaffney. Enquanto isso, o Dr. Halstead tem as mãos ocupadas ao lidar com uma paciente com um braço machucado que cai constantemente e começa a suspeitar que ela possa ser alcoólatra e também lida com a namorada dele, devido à mais recente recaída de Hannah. Dr. Marcel e Dra. Manning lidam com um paciente cujo câncer voltou. April e o Dr. Choi são encarregados da unidade COVID-19 e lidam com o último paciente a morrer do vírus. Em outro lugar, o Dr. Charles é forçado a ficar em quarentena após contrair COVID-19 e Sharon é forçada a trabalhar em casa por motivos de saúde.                  |              |                                            |                    | |                         |                     |
| 105 | 2            | "Those Things Hidden in Plain Sight"       | John Polson        | Stephen Hootstein & Daniel Sinclair                                                                 | 18 de novembro de 2020  | 7.87                |
| Quando Sharon anuncia que o Dr. Choi foi escolhido como o novo chefe da emergência, o Dr. Halstead deixa seu ressentimento levar a melhor sobre ele. Mais tarde, uma jovem é internada com problemas respiratórios e, posteriormente, sua mãe é internada após contrair COVID. Enquanto isso, a Dra. Manning lida com uma paciente grávida que foi condenada por agressão. Mais tarde, a Dra. Manning começa a ficar irritada quando o oficial de condicional da paciente começa a intervir. O Dr. Charles e o Dr. Marcel se unem durante a terapia. Além disso, o Dr. Charles lida com o drama familiar. |              |                                            |                    | |                         |                     |
| 106 | 3            | "Do You Know the Way Home?"                | Mykelti Williamson | Jeff Drayer & Gabriel L. Feinberg                                                                   | 13 de janeiro de 2021   | 7.62                |
| Dr. Charles, Dr. Choi e April cuidam de um jovem paciente que é suspeito de ter sido abduzido desde muito novo. Enquanto isso, Maggie e o Dr. Halstead cuidam de um paciente idoso com problemas cardíacos cuja filha, sua cuidadora, começa a intervir. Dr. Marcel lida com uma paciente que é uma ex de seu passado. Enquanto atendia ligações do FaceTime de pacientes, a Dr. Manning começa a suspeitar que um dos interlocutores tem medo de ir a hospitais durante a pandemia. Além disso, April e o Dr. Choi brigam quando ele pede que ela volte para o pronto-socorro da unidade COVID. |              |                                            |                    | |                         |                     |
| 107 | 4            | "In Search of Forgiveness, Not Permission" | Milena Govich      | Eli Talbert & Paul R. Puri                                                                          | 27 de janeiro de 2021   | 7.20                |
| Sharon retorna ao trabalho após sua quarentena do COVID-19. Enquanto isso, o Dr. Choi conhece um médico que realiza várias cirurgias para deixar seu corpo perfeito e consulta o Dr. Charles. Dr. Marcel e Dra. Manning colocam suas carreiras em risco quando tratam de um paciente que não foi diagnosticado com câncer e são confrontados por Sharon. Mais tarde, o Dr. Choi ataca o Dr. Charles e enfia a mão no dispensador de guardanapos do banheiro. Dr. Halstead se esforça para conseguir doadores para um ensaio clínico e encontra uma ajudante improvável, April. A Dra. Manning cuida do amigo de Maggie, Auggie, e continua a flertar com o Dr. Marcel.                                                                     |              |                                            |                    | |                         |                     |
| 108 | 5            | "When Your Heart Rules Your Head"          | Mykelti Williamson | Safura Fadavi & Meridith Friedman                                                                   | 3 de fevereiro de 2021  | 7.48                |
| Choi é colocado em uma situação impossível quando o irmão de April, Noah, atende um de seus pacientes muito deprimidos e o paciente está indeciso se deve cometer suicídio e o Dr. Choi não tem certeza se Noah deve ser denunciado ou mentir para as autoridades. Enquanto isso, o Dr. Halstead faz de tudo para manter seu julgamento em andamento. Dr. Charles continua lutando pela custódia de sua filha para que ela não precise se mudar para o Arizona. A filha do Dr. Charles, Anna, pede ajuda à Dra. Manning. Além disso, a Dra. Manning e o Dr. Marcel falam sobre seu encontro romântico. |              |                                            |                    | |                         |                     |
| 109 | 6            | "Don't Want to Face This Now"              | Milena Govich      | Melissa R. Byer & Treena Hancock                                                                    | 10 de fevereiro de 2021 | 7.29                |
| O Dr. Marcel e a Dr. Manning lidam com um paciente que não foi diagnosticado com um tumor cancerígeno. Mais tarde, o Dr. Marcel torna pessoal quando o paciente decide desistir da vida. Enquanto isso, o Dr. Choi e April lidam com um paciente que sente dores extremamente fortes na mandíbula. Enquanto isso, Maggie fica sem opções quando se trata de encontrar um transplante de fígado para seu filho adotivo. Depois de descobrir um panfleto de gravidez, o Dr. Charles confronta sua filha Anna sobre suas ações. Além disso, o Dr. Halstead considera uma decisão de carreira. |              |                                            |                    | |                         |                     |
| 110 | 7            | "Better Is the Enemy of Good"              | Charles S. Carroll | Diane Frolov & Andrew Schneider                                                                     | 17 de fevereiro de 2021 | 7.59                |
| O Dr. Halstead procura respostas quando um de seus pacientes de seu ensaio clínico começa a ter complicações. O Dr. Marcel e a Dra. Manning diagnosticam um paciente com um câncer agressivo disfarçado de pneumonia. Dr. Choi é internado no hospital depois de fazer uma cirurgia para remover sua vesícula biliar. O Dr. Charles atende um paciente que também é médico e começa a ter um possível colapso psicótico. Sharon e seu filho Michael discutem sobre protocolos de cirurgia depois que o Dr. Abrams o repreende por vender mais durante um procedimento. Além disso, Maggie descobre que Auggie tem um irmão mais velho morando na Califórnia e seus pais adotivos querem conhecê-lo.                                        |              |                                            |                    | |                         |                     |
| 111 | 8            | "Fathers and Mothers, Daughters and Sons"  | John Polson        | Safura Fadavi & Meridith Friedman                                                                   | 10 de março de 2021     | 7.57                |
| O Dr. Marcel trata a mãe da Dra. Manning depois que ela é levada às pressas para o hospital com insuficiência cardíaca. As coisas começam a esquentar quando o Dr. Halstead intervém em seu tratamento. Dr. Choi contrata seu antigo mentor da marinha para se juntar ao pronto-socorro. Mais tarde, ele começa a dar ordens ao Dr. Choi, o que irrita April. Enquanto isso, o Dr. Charles lida com uma paciente que sofre de uma ilusão de que seu bebê falecido ainda está vivo por meio de uma boneca e também lida com a mudança oficial de sua filha para o Arizona. Mais tarde, sua esposa decide deixar Anna ficar em Chicago. Além disso, Maggie recebe a notícia de que os pais adotivos do irmão de Auggie querem adotar Auggie. |              |                                            |                    | |                         |                     |
| 112 | 9            | "For the Want of A Nail"                   | S.J. Main Muñoz    | Stephen Hootstein & Daniel Sinclair                                                                 | 17 de março de 2021     | 7.09                |
| Dr. Charles lida com uma paciente que acidentalmente injetou um prego em seu pé. Maggie se relaciona com uma jovem que sofre uma emergência e é levada para o Chicago Med. Dr. Archer chama a atenção dos Drs. Manning e Marcel sobre seu relacionamento e eles tentam equilibrar o relacionamento enquanto trabalham no pronto-socorro. |              |                                            |                    | |                         |                     |
| 113 | 10           | "So Many Things We've Kept Buried"         | Martha Mitchell    | Jeff Drayer & Paul R. Puri                                                                          | 31 de março de 2021     | 7.24                |
| Depois de tratar um paciente no campo, April se esforça para acompanhar o tratamento do paciente no hospital. Enquanto isso, o Dr. Choi e o Dr. Halstead discordam ao tratar uma paciente grávida com batimentos cardíacos irregulares. Além disso, o Dr. Marcel tende a uma cirurgia difícil quando um pedaço de metal fica alojado no peito do paciente e pode causar sérias complicações. |              |                                            |                    | |                         |                     |
| 114 | 11           | "Letting Go Only to Come Together"         | S.J. Main Muñoz    | Eli Talbert & Gabriel L. Feinberg                                                                   | 7 de abril de 2021      | 6.88                |
| April é escolhida para trabalhar em uma unidade COVID no Chicago Med, mas suas ações com um paciente trazem consequências terríveis. Enquanto isso, o Dr. Charles trabalha com um homem que tem um tumor cerebral e sofre uma convulsão durante o tratamento. Além disso, o Dr. Marcel tem uma impressão duradoura na mãe da Dra. Manning e o Dr. Choi e a Dra. Virani trabalham com um jovem atleta que tem um problema cardíaco. |              |                                            |                    | |                         |                     |
| 115 | 12           | "Some Things Are Worth the Risk"           | Carl Weathers      | Melissa R. Byer & Treena Hancock                                                                    | 21 de abril de 2021     | 7.15                |
| Depois de receber notícias não tão boas sobre os resultados de sua mãe Carol sobre sua insuficiência cardíaca, a Dra. Manning resolve o problema por conta própria para manter sua mãe viva. Enquanto isso, o Dr. Charles atende uma paciente anterior que estava se machucando com veneno. O Dr. Choi começa a perceber que o Dr. Archer está começando a ter TEPT durante uma chamada de campo. |              |                                            |                    | |                         |                     |
| 116 | 13           | "What A Tangled Web We Weave"              | Bethany Rooney     | História por : Safura Fadavi & Ryan Michael Johnson Roteiro por : Safura Fadavi & Meridith Friedman | 5 de maio de 2021       | 7.09                |
| Sharon entra em pânico quando se envolve em um acidente de carro envolvendo uma criança que está andando de bicicleta à noite. As coisas pioram quando a criança é obrigada a fazer uma cirurgia no cérebro. Enquanto isso, a Dra. Manning fica preocupada com seu bem-estar quando o Dr. Halstead sai em busca de narcóticos desaparecidos para o julgamento, que ela roubou para ajudar sua mãe. Maggie pensa em conhecer sua filha perdida há muito tempo. Além disso, April é colocada em uma situação desconfortável quando o Dr. Archer pede a ela para assumir a realização de um procedimento. |              |                                            |                    | |                         |                     |
| 117 | 14           | "A Red Pill, a Blue Pill"                  | Michael Berry      | Stephen Hootstein & Daniel Sinclair                                                                 | 12 de maio de 2021      | 7.06                |
| A mãe da Dra. Manning é levada às pressas para o hospital quando sua saúde começa a piorar rapidamente. O Dr. Halstead começa a suspeitar que a Dra. Manning pode ser a pessoa responsável pelo medicamento em falta. Enquanto isso, April fica preocupada com o Dr. Archer porque ela acha que ele pode ter dado uma overdose a um paciente ao recusar o tratamento devido a suas crenças políticas. Além disso, Maggie fica chocada ao descobrir que sua filha é uma das novas residentes do Gaffney. |              |                                            |                    | |                         |                     |
| 118 | 15           | "Stories, Secrets, Half-Truths and Lies"   | Michael Waxman     | Jeff Drayer                                                                                         | 19 de maio de 2021      | 6.62                |
| A mãe da Dra. Manning é levada às pressas para o hospital novamente após o surgimento de novas complicações. A Dra. Manning e o Dr. Halstead ficam desesperados por respostas depois que descobrem que ela precisará de um transplante de coração. Enquanto isso, o Dr. Archer e o Dr. Choi cuidam de um paciente com uma doença cerebral que recusa o tratamento. O Dr. Charles é colocado em uma situação estressante quando uma paciente anterior tenta se machucar depois de ter sua atenção negada. Além disso, Maggie conhece os pais adotivos de sua filha. |              |                                            |                    | |                         |                     |
| 119 | 16           | "I Will Come to Save You"                  | Michael Pressman   | Diane Frolov & Andrew Schneider                                                                     | 26 de maio de 2021      | 7.26                |
| Carol recebe uma segunda chance na vida quando um novo coração se torna disponível. Dr. Choi e Dr. Archer se encontram em apuros com um velho paciente. O Dr. Halstead enfrenta as consequências do medicamento experimental roubado. |              |                                            |                    | |                         |                     |

## Produção

### Filmagens
Depois de encerrar a produção da temporada anterior no início de março devido à COVID-19, a produção da nova temporada foi retomada em 22 de setembro. A NBC revelou em 29 de setembro de 2020 que a série teria um hiato de duas semanas depois que um membro da equipe testou positivo para COVID-19. O resultado positivo foi descoberto durante o teste rápido e o indivíduo não identificado foi imediatamente enviado para casa. O desligamento temporário não afetou a estreia da 6ª temporada de Med ou os cronogramas de produção de Chicago Fire e Chicago P.D..

### Casting
Em 22 de setembro de 2020, Tehmina Sunny foi escalada para um arco de vários episódios. Em 12 de maio de 2021, foi anunciado que os antigos membros do elenco Yaya DaCosta e Torrey DeVitto deixariam a série no final da sexta temporada optando por não renovar seus contratos, buscando novas oportunidades de trabalho.

## Recepção

### Audiência
| №  | Título                                     | Exibição original       | Rating/share (18–49) | Audiência (em milhões) | DVR (18–49) | Audiência em DVR (milhões) | Total (18–49) | Audiência total (em milhões) |
| -- | ------------------------------------------ | ----------------------- | -------------------- | ---------------------- | ----------- | -------------------------- | ------------- | ---------------------------- |
| 1  | "When Did We Begin to Change?"             | 11 de novembro de 2020  | 1.2                  | 7.83                   | 0.5         | 2.77                       | 1.7           | 10.60                        |
| 2  | "Those Things Hidden In Plain Sight"       | 18 de novembro de 2020  | 1.0                  | 7.87                   | 0.5         | 2.51                       | 1.5           | 10.38                        |
| 3  | "Do You Know the Way Home"                 | 13 de janeiro de 2021   | 1.0                  | 7.62                   | 0.4         | 2.14                       | 1.4           | 9.76                         |
| 4  | "In Search of Forgiveness, Not Permission" | 27 de janeiro de 2021   | 0.9                  | 7.20                   | N/A         | N/A                        | N/A           | N/A                          |
| 5  | "When Your Heart Rules Your Head"          | 3 de fevereiro de 2021  | 1.0                  | 7.48                   | N/A         | N/A                        | N/A           | N/A                          |
| 6  | "Don't Want to Face This Now"              | 10 de fevereiro de 2021 | 1.0                  | 7.29                   | 0.5         | 2.59                       | 1.4           | 9.88                         |
| 7  | "Better Is the Enemy of Good"              | 17 de fevereiro de 2021 | 0.9                  | 7.59                   | 0.4         | 2.34                       | 1.4           | 9.93                         |
| 8  | "Fathers and Mothers, Daughters and Sons"  | 10 de março de 2021     | 1.0                  | 7.57                   | 0.4         | 2.42                       | 1.5           | 10.00                        |
| 9  | "For the Want of A Nail"                   | 17 de março de 2021     | 0.8                  | 7.09                   | N/A         | N/A                        | N/A           | N/A                          |
| 10 | "So Many Things We've Kept Buried"         | 31 de março de 2021     | 0.9                  | 7.24                   | 0.4         | 1.87                       | 1.2           | 9.10                         |
| 11 | "Letting Go Only to Come Together"         | 7 de abril de 2021      | 0.8                  | 6.88                   | 0.5         | 2.56                       | 1.3           | 9.44                         |
| 12 | "Some Things Are Worth the Risk"           | 21 de abril de 2021     | 0.9                  | 7.15                   | 0.5         | 2.47                       | 1.4           | 9.62                         |
| 13 | "What A Tangled Web We Weave"              | 5 de maio de 2021       | 0.9                  | 7.09                   | 0.5         | 2.50                       | 1.4           | 9.59                         |
| 14 | "A Red Pill, a Blue Pill"                  | 12 de maio de 2021      | 0.9                  | 7.06                   | 0.4         | 2.28                       | 1.3           | 9.34                         |
| 15 | "Stories, Secrets, Half-Truths and Lies"   | 19 de maio de 2021      | 0.8                  | 6.62                   | 0.3         | 2.25                       | 1.1           | 8.87                         |
| 16 | "I Will Come to Save You"                  | 26 de maio de 2021      | 0.8                  | 7.26                   | 0.5         | 2.30                       | 1.3           | 9.56                         |

Notas
1. ↑  A audiência ao vivo+7 dias não estava disponível, portanto, a audiência ao vivo+3 dias foi usada.

## Lançamento em DVD
| Chicago Med – Season Six                                                                              | | |                           |                           |                           |
| Detalhes do DVD                                                                                       | Detalhes do DVD                                                                                       | Detalhes do DVD                                                                                       | Características Especiais | Características Especiais | Características Especiais |
| - 16 episódios - 4 discos - Áudio em Inglês (Dolby Digital 5.1 Surround) - Legendas: Inglês e Francês | - 16 episódios - 4 discos - Áudio em Inglês (Dolby Digital 5.1 Surround) - Legendas: Inglês e Francês | - 16 episódios - 4 discos - Áudio em Inglês (Dolby Digital 5.1 Surround) - Legendas: Inglês e Francês | Não possui                | Não possui                | Não possui                |
| Datas de lançamento                                                                                   | | |                           |                           |                           |
| Região 1                                                                                              | Região 1                                                                                              | Região 2                                                                                              | Região 2                  | Região 4                  | Região 4                  |
| 24 de agosto de 2021                                                                                  | 24 de agosto de 2021                                                                                  | 15 de novembro de 2021                                                                                | 15 de novembro de 2021    | 14 de setembro de 2022    | 14 de setembro de 2022    |